# Fibra muscolare tipo 2b
Le fibre muscolari di tipo IIx (nell’uomo; IIb nei topi), dette anche bianche, pallide, rapide, fasiche, affaticabili, a contrazione rapida, o tradotto dall'inglese fast twitch (FT), glicolitiche rapide, dall'inglese, fast glycolitic (FG), a contrazione rapida affaticabili, dall'inglese fast twitch fatigable (FF), rappresentano una delle tre principali tipologie di fibre muscolari che compongono il muscolo scheletrico, detto anche striato o volontario, assieme alle fibre rosse (o di tipo Ⅰ), e intermedie (di tipo Ⅱa).

## Descrizione
Il tipo di fibra bianca assume un colorito biancastro a causa della scarsa presenza di mioglobina e mitocondri. Al contrario delle fibre rosse, sono provviste di una scarsa presenza di capillari ed utilizzano prevalentemente il processo metabolico anaerobico della glicolisi, avvalendosi degli enzimi glicolitici come fosforilasi, glicerolo-fosfato deidrogenasi. Tali fibre dimostrano anche un'elevata presenza dell'enzima miosina ATPasi, responsabile della velocità di accorciamento del sarcomero. Riescono ad idrolizzare l'ATP molto più rapidamente e sono inadatte al lavoro protratto. Tali fibre fanno capo ai motoneuroni alfa (cellule nervose deputate all'invio degli impulsi nervosi verso le fibre muscolari) di tipo fasico, in grado di trasmettere impulsi nervosi ad alta velocità determinando una contrazione altrettanto veloce delle fibre che innervano. Sono dotate di maggiori riserve di glicogeno, hanno un maggiore diametro e sono raggruppate in un numero minore all'interno di un'unità motoria rispetto alle rosse. Il ripristino delle riserve energetiche avviene solo durante il riposo. Tali caratteristiche rendono le fibre bianche adatte agli sforzi anaerobici, sfruttando i meccanismi anaerobico alattacido, e anaerobico lattacido.
Le fibre di tipo IIb sono dotate di maggiore potenza, sono quindi adatte a sforzi intensi e di breve durata che richiedono un grande impegno neuromuscolare. Hanno una rapida risposta allo stimolo nervoso, e hanno una resistenza limitata, quindi accusano una grande affaticabilità. Esse raggiungono un picco di tensione notevolmente più rapido, in 40 ms, contro gli 80-100 ms della fibra rossa. Sono reclutate nelle discipline di velocità e potenza, o giochi di squadra che richiedono sforzi brevi e intensi. La fibra bianca è maggiormente presente negli atleti di potenza e di forza come i sollevatori di pesi (powerlifter, weightlifer, bodybuilder) o i discoboli.
Alcuni studi hanno rivelato che il trasporto di glucosio a carico dei GLUT-4 all'interno delle fibre bianche è minore rispetto a quello riscontrato nella fibra rossa (o di tipo Ⅰ), però la fibra bianca è provvista di maggiori capacità di stoccaggio del glicogeno. Si osserva inoltre che un intenso allenamento di natura eccentrica determini un danno muscolare con conseguente riduzione dei GLUT-4 e ridotta sensibilità all'insulina. Sembra quindi che atleti di forza e potenza siano maggiormente esposti all'insulino resistenza rispetto agli atleti di endurance. Se da un lato la fibra rossa ha una maggiore affinità con l'insulina e con l'assorbimento di glucosio (maggiore sensibilità insulinica) per le sue capacità aerobiche glicolitiche, d'altra parte la fibra bianca riesce a stoccare maggiori quantità di glicogeno al suo interno per la preponderante attività anaerobica glicolitica. Entrambi i tipi di fibra, in maniera diversa, contribuiscono quindi a migliorare la sensibilità insulinica: sia atleti di forza/potenza che di resistenza/durata, con un maggior sviluppo rispettivamente di fibra bianca e rossa, dimostrano di riuscire a contenere i peggioramenti della sensibilità insulinica e quindi della tolleranza glucidica, in seguito ad un periodo di riposo forzato.

## Caratteristiche

### Fisiologiche
- Motoneurone: grande (fasico)
- Dimensioni unità motoria: grande
- Frequenza di reclutamento (stimolazione delle unità neuromotorie): alta (60-70 hertz)
- Velocità di contrazione: rapida
- Velocità di rilassamento: rapida
- Resistenza alla fatica: bassa
- Potenza: alta
- Prestazioni: attività esplosiva e potente per breve tempo

### Strutturali
- Colore: biancastro
- Diametro: grande
- Reticolo sarcoplasmatico: scarso
- Miofibrille: abbondanti
- Linea Z: spessa
- Densità capillare: bassa
- Presenza di mitocondri: bassa

### Biochimiche
- Metabolismo prevalente (produzione ATP): anaerobico glicolitico (Glicolisi)
- Sistema energetico prevalente: anaerobico alattacido; anaerobico lattacido
- Substrati energetici: glucidi (glucosio/glicogeno) per l'anaerobico lattacido; Creatinfosfato (CP) e Adenosin tri-fosfato (ATP) per l'anaerobico alattacido
- Contenuto di mioglobina: basso
- Enzimi glicolitici: elevati (PFK, LDH, fosforilasi, glicerolo-fosfato deidrogenasi)
- Enzimi ossidativi: ridotti (SDH, NADH-TR)
- Enzimi miosina ATP-asi: elevati
- Contenuto di glicogeno: alto
- Contenuto di trigliceridi: basso
- Contenuto di fosfocreatina: alto
- Trasporto di calcio: alto

## Altri tipi di fibre
- Fibra muscolare rossa (o di tipo Ⅰ)
- Fibra muscolare intermedia (o di tipo Ⅱa)